# Hoplacephala irvingi
Hoplacephala irvingi är en tvåvingeart som beskrevs av Charles Howard Curran 1928. Hoplacephala irvingi ingår i släktet Hoplacephala och familjen köttflugor. Inga underarter finns listade i Catalogue of Life.